# Castiadas
Castiadas (sardinski: Castiàdas) je grad i općina (comune) u pokrajini Južnoj Sardiniji u regiji Sardiniji, Italija. Nalazi se na nadmorskoj visini od 60 metara i ima populaciju od 1 669 stanovnika.
 Prostire se na teritoriju od 103,89 km². Gustoća naseljenosti je 16 st/km².
Susjedne općine su: Maracalagonis, Muravera, San Vito, Sinnai i Villasimius.